# Karolingische Rijk
Het Karolingische Rijk was een rijk in Europa, genoemd naar Karel Martel.
Het is ontstaan uit het Merovingische Rijk, waarvan de hofmeiers in de loop van de 8e eeuw de gezaghebbende leiders waren geworden. In 751 zette Pepijn III de Korte de laatste Merovingische koning aan de kant en liet zichzelf tot koning uitroepen. Zijn nageslacht zou lange tijd de Europese geschiedenis in belangrijke mate beheersen. De laatste Karolingische vorst stierf in 987.

## Het rijk van Karel de Grote
Het Frankische Rijk strekte zich uit van de grote rivieren in Nederland in het noorden tot aan de Pyreneeën en later de Ebro in het zuiden. Vanaf 771 breidde Karel de Grote het rijk over een groot deel van Europa uit door gewelddadig optreden. Hij voerde een reeks eenzijdige oorlogen, waarvan hij de meeste won door militaire kracht en nam dan de gebieden in als de zijne. Na deze oorlogen strekte het gebied waarover hij heerste zich uit tot diep in Italië en het merendeel van wat nu Duitsland heet.

### Karel en de Rooms-Katholieke Kerk
Naast gebiedsuitbreiding door oorlogsvoering kan een deel van Karels succes ook worden verklaard via de theocratische voorstelling van het koningschap, waarin de koning fungeert als de hoogste bewaarder van Land en Kerk. Anders dan veel andere Germaanse christenen in die tijd waren de Franken katholiek in plaats van arianistisch. Hun taaiste tegenstanders waren de Saksen, die vastberaden aan hun eigen gebruiken en geloof vasthielden. Uiteindelijk overwon Karel ze en dwong hij hen met 'tongen van ijzer', oftewel zwaarden, zich te bekeren tot het katholieke geloof. Karel liet zich in 800 tot keizer kronen door de paus, die hij als beloning een eigen stuk grond rond Rome in leen gaf. Zijn eigen rijk werd van toen af het Roomse Rijk genoemd, waaruit Frankrijk en het Heilige Roomse Rijk der Duitse Natie voortgekomen zijn. Hij mengde zich ook in de onderlinge strijd van de Moren in Spanje en wist daar de Spaanse Mark te veroveren. Onder zijn opvolgers deden de Moren ofwel Saracenen aanvallen tot diep in Frankrijk, die uiteindelijk werden teruggeslagen.

## Het verval
Het Frankische gewoonterecht bepaalde dat alleen (wettige) zonen van een man (dus ook van een koning) naar evenredigheid deelden in het vaderlijke erfgoed. De oudste zoon van Karel de Grote, Pepijn van Italië, stierf op jonge leeftijd met één zoon, zodat zijn reusachtige rijk aan één enkele erfgenaam, Lodewijk de Vrome, werd overgedragen. Deze had echter meerdere zoons en zijn vrouw Judith stond erop dat ook haar zoon Karel de Kale een erfdeel zou krijgen. Er ontstond een broederoorlog, waardoor uiteindelijk het rijk verbrokkeld raakte. Dit gebeurde eerst in drie delen, vervolgens in vijf. De politieke versnippering werd dermate groot dat de inwoners onvoldoende bescherming werd geboden, vooral tegen invallen van Vikingen en Magyaren. Ze zochten hun heil bij plaatselijke krijgsheren, met als gevolg dat het koninklijk gezag werd ondermijnd. In het noorden van het Franse koninkrijk gaf dit in de 10e eeuw het ontstaan aan drie belangrijke vorstendommen die afgezien van de formele leenverbintenis met de Franse koning over een relatief grote autonomie beschikten: Vlaanderen, Normandië en Anjou.